# Tiro de gracia (pel·lícula)
Tiro de gracia és una pel·lícula argentina estrenada el 2 d'octubre de 1969 dirigida per Ricardo Becher, basada en el llibre del mateix nom escrit per Sergio Mulet. L'adaptació va ser escrita en conjunt per Becher i Mulet, mentre que aquest últim és l'actor protagonista de la pel·lícula.
La banda sonora va ser composta pel grup de blues rock Manal, sent la primera vegada que un grup de rock argentí va participar íntegrament en la composició de la banda sonora en una pel·lícula.
En Tir de gràcia actuen Javier Martínez (membre de Manal), Susana Giménez reconeguda actriu, Roberto Plate destacat dissenyador i pintor d'escenaris, va fer pintures en òperes europees, Oscar Masotta un mestre, assagista, semiòleg, crític d'art i psicoanalista que va estar vinculat a les expressions de l'avantguarda artística del Institut Di Tella en els anys 60, i Pérez Celis artista plàstic de l'Argentina, de reconeixement internacional que va formar part del Moviment de l'Home Nou, impulsor de l'art no figuratiu, orientat per Rafael Squirru.
És un dels pocs documents fílmics existents que narra els inicis del rock a l'Argentina i la bohèmia portenya dels anys 1960.
Per aquest film Ricardo Becher va ser candidat al premi Os d'Or en el 19è Festival Internacional de Cinema de Berlín de 1969.

## Sinopsi
Tiro de gracia narra les vivències bohèmies de Daniel (encarnat per Sergio Mulet), que al costat del seu grup d'amics tracten de guanyar-se la vida amb changas, mentre a la nit naufraguen al Bar 'Moderno'.
Si bé la pel·lícula és gairebé un documental costumista de les vides dels protagonistes, durant la pel·lícula apareixen seqüències una mica particulars, com els somnis de Daniel, quan penja a una senyora en un ascensor, quan una nena li xucla els dits amb sang al protagonista, o la primera escena de l'assassinat etc.

## Localitzacions
- Bar 'Moderno'
- Bar 'Lugano'
- Bar 'Victoria'
- Bar 'La Flor de San Telmo'
- Cooperativa 'El hogar obrero'

## Repartiment
Van intervenir en el film els següents intèrprets:
- Sergio Mulet …Daniel
- Franca Tosato …Josefina
- María Vargas …La Negra
- Cristina Plate …Greta
- Alejandro Holst …Quique
- Mario Skubin …Mario
- Javier Martínez …Paco
- Bocha Mantiniani …Carlos
- Poni Micharvegas
- Perla Caron … Chica del bar
- Roberto Plate …Raúl
- Alfredo Plank …Plank
- Clao Villanueva
- Juan Carlos Gené …Ramón
- Susana Giménez …Laucha
- Marucha Bó
- Marta Cerain …Mercedes
- Abel Sáenz Buhr
- Edgardo Suárez
- Lilly Vicet
- Pérez Celis
- Horacio Bustos
- Federico Peralta Ramos
- Oscar Masotta
- Carlos Espartaco …Espartaco
- Jaimito Cohen	 ...	Enano
- Jose Carlos Peroni
- Yoel Novoa …Mono

## Banda sonora

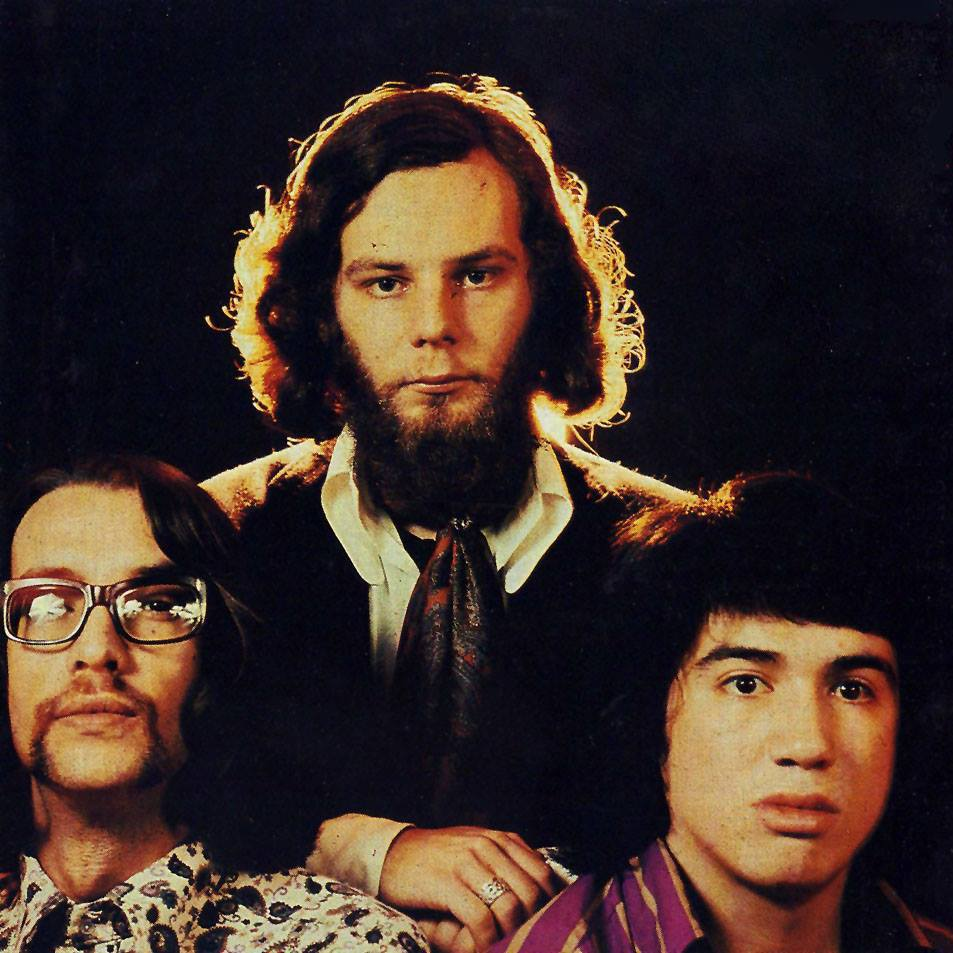
El trio Manal a gravar la banda sonora de la pel·lícula, aquí en una foto de 1970, (a dalt Claudio Gabis, a baix Javier Martínez i Alejandro Medina).

Quan la pel·lícula es va acabar de filmar a finals de 1969, Ricardo Becher va cridar al grup de rock Manal per a registrar la banda sonora. Va ser la primera pel·lícula la banda sonora de la qual, va ser gravada per una banda de rock argentí. Anava a ser gravada per un compositor professional anomenat Roberto Lar, però ell mateix va acceptar amablement que el grup se n'encarregués, fins i tot va assistir a una de les sessions. El tema central de la pel·lícula, "Estoy en el infierno", s'havia improvisat a base d'experiments en l'estudi de Tagliani. La cançó es va tornar a gravar igual que la resta de la música en els estudis Phonal situats a Santa Fe i Coronel Díaz. El trio va compondre a més "Tema del moderno" i "Seigmund's Zoo". La resta de les pistes, climes i efectes van ser producte de la improvisació i la versatilitat que tenia el conjunt, segons els temps i indicacions del director Becher.

## Comentaris
La revista Análisis va escriure:
| « | La conscienciosa elaboració del llibre fílmic i la seva adequada traducció cinematogràfica han seguit un camí enganyosament disgregat i segmentari. En realitat Ricardo Becher va optar per una senda espiralada. | » |

La Prensa va dir:
| « | Els personatges de Becher són desorientats, viuen el moment, manquen d'il·lusions, per la qual cosa de cap manera podrien utilitzar com a símbols a les flors. Per això el seu interès dramàtic és escàs. | » |

Manrupe i Portela escriuen:
| « | Un de les millors aproximacions contemporànies a l'inconformisme dels 60, des del punt de vista porteny. Estan les ganes de no treballar més, les xerrades de cafè, les actituds perquè sí sense pensar en les conseqüències. Obra rupturista des del formal i el conceptual, vista per no gaire gent i objecte de culte en les seves escasses revisions. | » |

## Crèdits
Altres col·laboradors del film van ser:
- Assistent de producció i direcció: Jorge Zanada, Jorge Goldenberg i Eduardo Dates
- Cap d'electricistes: Pipo Marchelli Urien
- Compaginació: Oscar Sonto, ajudant Sergio Zottolla
- So: Anníbal Ubenson, ajudant Roberto Bozzano
- Escenografia: Armando Sánchez
- Banda sonora: Manal